# IVillage
iVillage, Inc. era uma empresa de mídia de massa que operava os “sites mais populares para mulheres” na internet na década de 1990. Além do ivillage.com, a empresa operava o iVillage UK, Astrology.com, GardenWeb e a NBC Digital Health Network. O site do iVillage interrompeu as operações em 31 de outubro de 2014 e o nome de domínio foi redirecionado para o site Today Show, enquanto os outros nomes de domínio foram vendidos.

## História
A empresa foi criada em Silicon Alley, em Nova Iorque, em 1995, por Candice Carpenter, Nancy Evans e Robert Levitan. O primeiro site de conteúdo da empresa foi "Parent Soup", um canal da comunidade online na America Online. A empresa logo estabeleceu outras comunidades como "AboutWork", "Better Health & Medical" e "Life Soup".
Quando o iVillage foi lançado, ele exigiu preços altos para patrocínios de canais e áreas de conteúdo e os quatro primeiros patrocinadores foram Polaroid, Nissan, Toyota e MGM. iVillage foi pioneiro em um novo modelo de publicidade online, onde trabalhou com anunciantes para criar conteúdo personalizado relevante e útil para a comunidade.[carece de fontes?]
Em março de 1999, a empresa tornou-se uma empresa pública por meio de uma oferta pública inicial, oferecendo ações a 24 dólares cada. O preço das ações chegou a quase cem dólares no primeiro dia de negociação e atingiu mais de 130 dólares por ação em poucos dias, avaliando a empresa em mais de dois bilhões de dólares. No entanto, em dezembro de 2000, após o estouro da bolha das pontocom, o preço das ações estava abaixo de 1 dólar por ação.
A maioria dos gerentes e funcionários originais deixou a empresa. Surgiram controvérsias sobre irregularidades de financiamento e administração da empresa, e a empresa nunca mais teve um trimestre lucrativo.
Em 2001, sob nova administração, a empresa adquiriu o women.com por 47 milhões de dólares.
Em maio de 2006, a NBCUniversal adquiriu o iVillage por 600 milhões de dólares, ou 8,50 dólares por ação.
Em julho de 2008, a empresa firmou parceria com o BlogHer, uma rede de notícias, entretenimento e informações on-line para mulheres.
Em dezembro de 2009, a empresa relançou o Astrology.com.
O site foi encerrado e redirecionado para o site Today.com em 2013.
Em 2015, a Astrology.com foi adquirida pela Horoscope.com e a GardenWeb.com foi adquirida pela Houzz.

## Programa de televisão
iVillage Live (mais tarde In the Loop with iVillage) era uma série diária destinada à distribuição de transmissão que serviu como uma tentativa de extensão da marca para levar o site do iVillage à televisão. No entanto, a série nunca se estendeu além das 9 NBC Owned Television Stations e passou por duas iterações diferentes antes de terminar após 15 meses, sendo exibida entre 4 de dezembro de 2006 e 28 de março de 2008.
A primeira iteração da série teve origem no Universal Orlando Resort como um dos primeiros grandes esforços de sinergia no ar da NBC com a Universal Pictures. A WTVJ/Miami ocupou as responsabilidades de produção da série, que foi organizada por um grupo de anfitriões relativamente desconhecidos, incluindo Molly Pesce, Stefani Schaeffer e Guy Yovan, com Naamua Delaney e Bob Oschack como correspondentes contribuintes. O show também foi exibido com um atraso de um dia no Bravo quando foi lançado, mas as reprises terminaram no Bravo após três semanas.
O formato da primeira temporada foi considerado malsucedido, mas a NBC continuou a ver potencial em uma série iVillage, junto com o aspecto de usar ex-participantes da série de televisão de realidade virtual hospedada por Donald Trump, The Apprentice, para melhorar o perfil do programa para uma possível organização nacional na temporada de 2008 a 2009 temporada. Em 4 de setembro de 2007, a NBC Universal Television e o iVillage.com anunciaram o relançamento do IVillage Live como In the Loop com o iVillage, fazendo referência ao Chicago Loop. Estreia em 17 de setembro, originário de Chicago, sendo filmado na NBC Tower e originário da Chicago NBC O&O WMAQ-TV. Os anfitriões de In the Loop incluíram a atriz Kim Coles, juntamente com os ex-alunos do Apprentice, incluindo o vencedor da primeira temporada, Bill Rancic, e o colega Ereka Vetrini.
No entanto, o In the Loop não conseguiu manter nenhum impulso nas classificações e não conseguiu concluir a temporada de televisão de 2007-08 ou adquirir distribuição em estações fora da NBC. Em 18 de fevereiro de 2008, a NBC cancelou a série.
A produção da série continuou até 21 de março, seguida por uma semana de retransmissões; o episódio original final foi reeditado em 28 de março.